# Предслав
Предслав або Преслав  (згадується близько 900 року) — передбачуваний третій син Святополка I (князя Великої Моравії) та Святожизни з чеського роду Пржемисловичів, Нітранський князь, володар області в районі сучасної Братислави.

## Біографія
На підставі наявного на одному із стародавніх Євангелій тексту «Святополк, Святожизна, Предслав» («лат. Szentiepulc, Szeuntezizna, Predeslaus»),  деякі історики роблять висновок, що його батьком був великоморавський князь Святополк, а матір'ю - Святожизна.
Пізніші історичні джерела про Предслава нічого не повідомляють. Побічно про нього згадує Костянтин VII Багрянородний у своїй праці «Про управління імперією», де говорить про сварки між трьома, а не двома, синами Святополка I після смерті батька.
Князь Святополк I помер у 894. На смертному одрі він закликав своїх синів, щоб вони протистояли франкам і робили рішучі зусилля для підтримки політичної влади Великої Моравії. Хоча легенда про три гілки Святополкових розповідає про  трьох його синів і наступників, з історичних джерел, як відомо, тільки два. По-перше, Моймир II, після смерті батька став князем Великої Моравії. Другий син, Святополк II, отримав в спадок Нітранське князівство. Незабаром після 894 року його діти почали сваритися, і це призвело до розпаду Великої Моравії.
Деякі історики вважають, що місто Братислава назване саме на честь Пре (д) слава — «Preslava civitas», згодом у німецькій мові це перейшло в «Pressburg», а у словацькому — в «Prešporok».